# لئون وارداپتیان
لئون سارگسی وارداپتیان (ارمنی: Լևոն Սարգսի Վարդապետյան زاده ۱۸۸۲ - درگذشته ۱۹۳۷) حقوق‌دان و سیاستمدار اهل ارمنستان بود که از تاریخ ۱۹ نوامبر ۱۹۲۳ تا تاریخ ۲۴ آوریل ۱۹۲۷ وزارت دادگستری ارمنستان را برعهده داشت. وی همزمان سمت دادستان کل ارمنستان را نیز برعهده داشت.

## زندگی‌نامه
وی در ۱۸۸۲ در روستای چارتار، قره‌باغ کوهستانی به دنیا آمد و از دانشگاه دولتی مسکو فارغ‌التحصیل گشت. . وی در ۱۹۳۷ در سن ۵۵ سالگی در ارمنستان درگذشت.